# Ramil Gallego
Ramil Gallego (* 21. September 1966 in Bacolod City) ist ein philippinischer Poolbillardspieler.

## Karriere
Bei den US Open im 9-Ball wurde Gallego 1999 Neunter. Im Februar 2000 wurde er Fünfter beim Motolite International.
Im Juli 2001 erreichte er bei der 9-Ball-WM den 33. Platz, im September erreichte er den 25. Platz bei den US Open und wurde, nach einer Finalniederlage gegen den Mexikaner Rafael Martínez, Zweiter bei der New England 9-Ball Championship. Bei der 9-Ball-WM 2002 erreichte Gallego den 17. Platz. Im November 2002 wurde er Neunter beim IBC Tour-Turnier in Tokio.
Im Februar 2003 wurde Gallego Dritter bei einem Turnier der Falcon Cue 9-Ball Tour. Bei der 9-Ball-WM desselben Jahres wurde er Neunter, 2004 belegte er den 17. Platz.
Im März 2006 wurde Gallego Vierter beim 8-Ball-Turnier der US Bar Table Championship, im Juni gewann er das San-Miguel-Tour-Event in Bangkok im Finale gegen den Hongkonger Au Chi Wai. Bei der 9-Ball-Weltmeisterschaft im November schied er in der Runde der letzten 64 gegen Chao Fong-Pang aus.
Bei den US Open 2007 wurde Gallego Fünfter, bei der 9-Ball-WM 2007 schied er in der Runde der letzten 64 gegen Kuo Po-cheng aus. Wenige Tage nach der WM wurde er im Finale gegen Alex Pagulayan Zweiter beim Negros Oriental International.
2008 gewann Gallego das Hollywood Billiards Memorial. Zudem wurde er Fünfter bei den Qatar World Open und kam bei den US Open auf den 25. Platz.
Im März 2009 gewann Gallego die Japan Open. Im September wurde er Neunter beim 10-Ball-Event des World Classic. Bei den US Open belegte er 2009 erneut den 25. Platz. Bei der 10-Ball-Weltmeisterschaft 2009 schied er in der Vorrunde aus.
2010 wurde Gallego Neunter bei der Predator International Championship. Bei den US Open belegte er erneut den 25. Platz.
Bei der Predator International Championship 2011 wurde Gallego Fünfter, bei der 8-Ball-WM schied er in der Vorrunde aus.
Bei den 9-Ball-Weltmeisterschaften 2013 und 2014 schied Gallego im Sechzehntelfinale gegen Chris Melling beziehungsweise Nick van den Berg aus.